# ティジェッレ

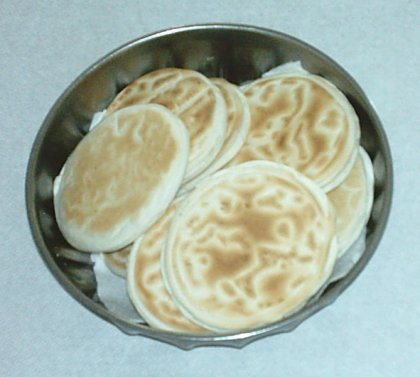
ティジェッレ

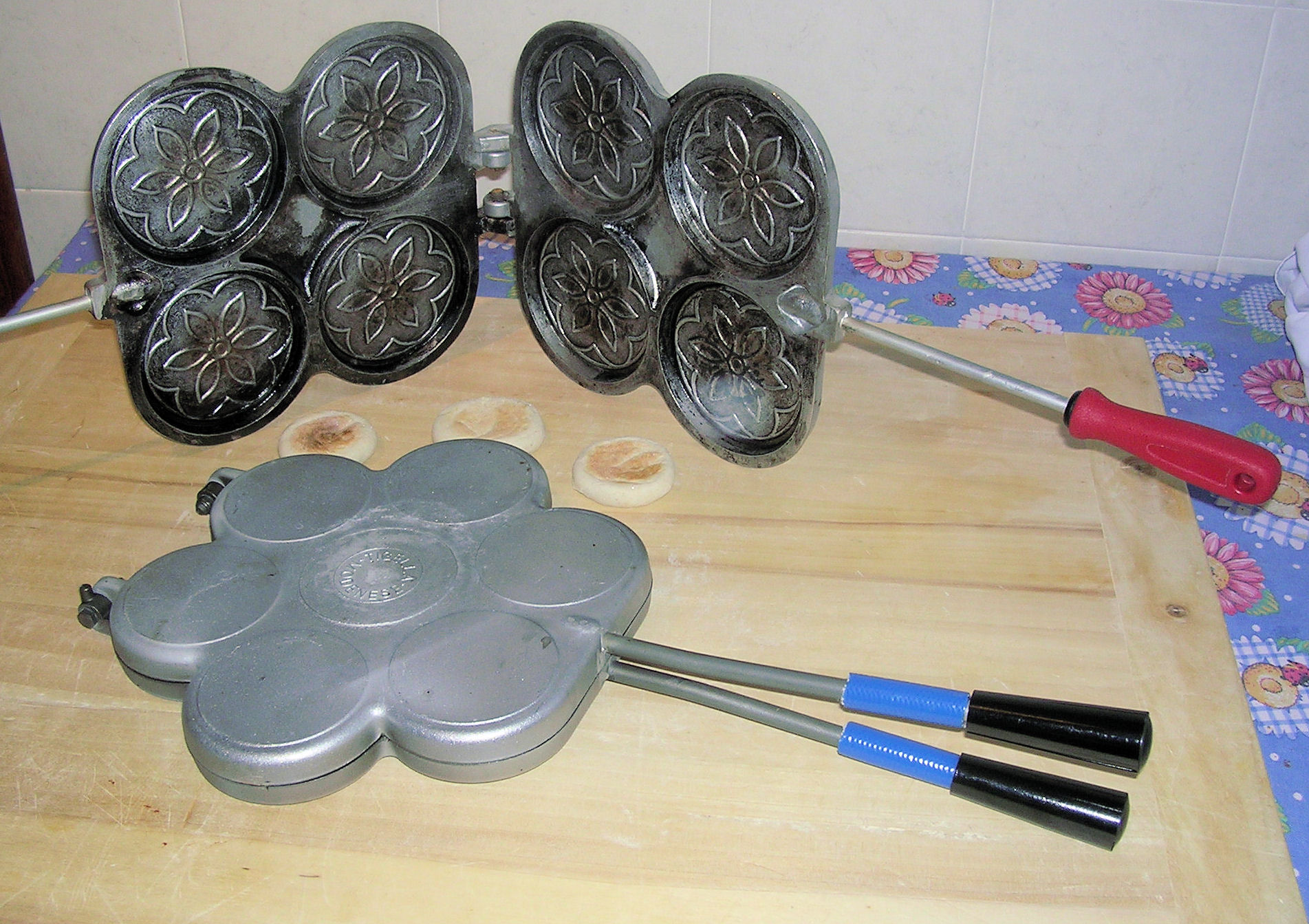
専用の焼き器

ティジェッレ (伊:tigelle; 単数形 tigella) は、イタリア・モデナの伝統的なパンである。本来の名前はクレシェンティーネ（伊: crescentine; 単数形 crescentina）と言う。生地は発酵させずに専用の焼き器で焼く。
本来、この焼き器のことをティジェッレと言ったが、パンの名前になって世間に広まったという。

## 食べ方
フォークで半分に切り、ペースト・モデネーゼ、ハム、チーズ、ルッコラなどをはさんで食べる。